# Chandurbazar
Chandurbazar è una città dell'India di 17.635 abitanti, situata nel distretto di Amravati, nello stato federato del Maharashtra. In base al numero di abitanti la città rientra nella classe IV (da 10.000 a 19.999 persone).

## Geografia fisica
La città è situata a 21° 14' 30 N e 77° 44' 44 E e ha un'altitudine di 361 m s.l.m..

## Società

### Evoluzione demografica
Al censimento del 2001 la popolazione di Chandurbazar assommava a 17.635 persone, delle quali 8.974 maschi e 8.661 femmine. I bambini di età inferiore o uguale ai sei anni assommavano a 2.263, dei quali 1.136 maschi e 1.127 femmine. Infine, coloro che erano in grado di saper almeno leggere e scrivere erano 13.905, dei quali 7.416 maschi e 6.489 femmine.